# Немижанка, Лода
Лода Немижанка (пол. Loda Niemirzanka) — польская танцовщица, актриса театра, кино и кабаре.

## Биография
Лода Немижанка родилась 23 ноября 1909 в Варшаве. Дебютировала на сцене в балете в Вильнюсе в 1924, танцевала в кабаре, в театрах варьете. Актриса театров в Лодзи, Варшаве и Ченстохове. Умерла 14 августа 1984 года в Лондоне.

## Избранная фильмография
- 1931 — Десятеро из Павиака / Dziesięciu z Pawiaka
- 1932 — Княгиня Лович / Księżna Łowicka
- 1933 — Приговор жизни / Wyrok życia
- 1933 — Шпион в маске / Szpieg w masce
- 1935 — Его сиятельство шофёр / Jaśnie pan szofer
- 1935 — Две Иоаси / Dwie Joasie
- 1936 — Пан Твардовский / Pan Twardowski
- 1936 — Будет лучше / Będzie lepiej
- 1936 — Ада! Это же неудобно!  / Ada! To nie wypada!
- 1937 — Князёк / Książątko
- 1938 — Рена / Rena (Sprawa 777)
- 1938 — Мои родители разводятся / Moi rodzice rozwodzą się
- 1939 — Руковожу здесь я / Ja tu rządzę